# Sittande fåglar
Sittande fåglar är ett samlingsalbum med låtar från Ola Magnells album på skivbolaget Pickwick. Utgivet på CD 1995. Samlingen innehåller låtar tidigare utgivna 1989-1993.

## Låtlista
Alla låtar är skrivna av Ola Magnell.
1. "Neurotikas motell"
2. "Ett hus"
3. "Bränt ljus"
4. "Sittande fåglar"
5. "Opportunisten"
6. "Dubbla budskap"
7. "Messias"
8. "Förlovat land"
9. "Ensamma hjärtan"
10. "Dyning"
11. "Bartolomeus"
12. "En vän i viken"
13. "Kom till min sjö"
14. "Dager i dis"

### Fotnoter
1. 1 2  ”Ola Magnell”. Svensk mediedatabas. http://smdb.kb.se/catalog/search?q=Ola+Magnell&x=0&y=0. Läst 23 januari 2013.